# Cité fleurie
Ne doit pas être confondu avec Cité des Fleurs ou Cité florale.
La Cité fleurie est un ensemble de deux bâtiments parallèles, protégés au titre des monuments historiques, comprenant une trentaine d'ateliers d'artistes situés entre les 61-67, boulevard Arago et la rue Léon-Maurice-Nordmann, dans le 13e arrondissement de Paris. Il s'agit d'une résidence fermée et privée, dont l'adresse officielle est le 65, boulevard Arago.

## Création
Les ateliers ont été construits en deux temps : d'abord, en 1878, un premier bâtiment en fond de parcelle est construit avec les matériaux provenant du pavillon de l'Alimentation pour l'Exposition universelle de 1878 conçu par Hunebelle ; puis en 1888, un second bâtiment est construit le long du boulevard. En tout, vingt-neuf chalets blancs à pans de bois ont été édifiés par l'architecte Montmorin-Jentel, ingénieur de la Ville de Paris.

## Des ateliers réservés aux artistes

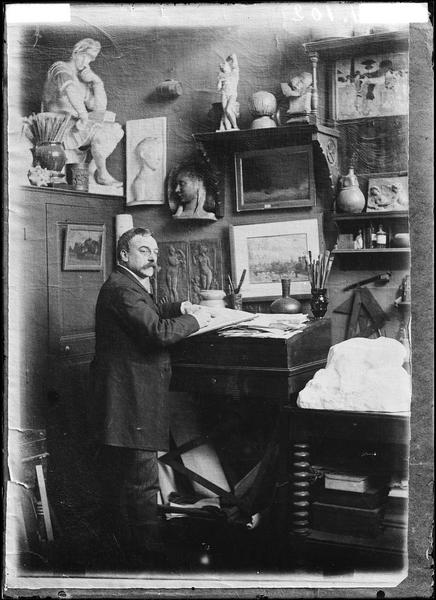
Eugène Grasset dans son atelier de la Cité fleurie (1890-1900).

De nombreux artistes de la fin du XIXe et du début du XXe siècles y occupent un atelier :
- Eugène Grasset de 1890 à sa mort en 1917,
- Amedeo Modigliani, au numéro 9,
- Pierre Roy,
- César Domela, au numéro 22,
- Daniel de Monfreid, qui y accueille son ami Paul Gauguin,
- Jean-Paul Laurens, au numéro 22,
- Niels Hansen Jacobsen
- Henri Cadiou,
- Max Bezner, en 1910-1913,
- Louis Neillot, de 1934 à 1972,
- Henri-Jean Calsat y établit son cabinet d'architecture en 1935.

Auguste Rodin, Antoine Bourdelle et  Aristide Maillol y font faire les patines de leurs bronzes.
En 1929, le peintre lyonnais Louis Bouquet y loue un vaste atelier afin de pouvoir concevoir la fresque du salon Afrique du musée des Colonies, situé au Palais de la Porte-Dorée.
Aujourd'hui, la cité est toujours réservée aux artistes.
Cible d'une opération immobilière qui aurait entraîné sa destruction , la cité est sauvée en 1974, grâce à la mobilisation de ses riverains, une bataille juridique et l'intervention in extremis du président de la République Valéry Giscard d'Estaing.
Depuis 1994, elle est partiellement inscrite (façades et toitures) au titre des monuments historiques, et le hameau et ses cours-jardins sont définitivement préservés.

## Bibliothèque allemande de la liberté

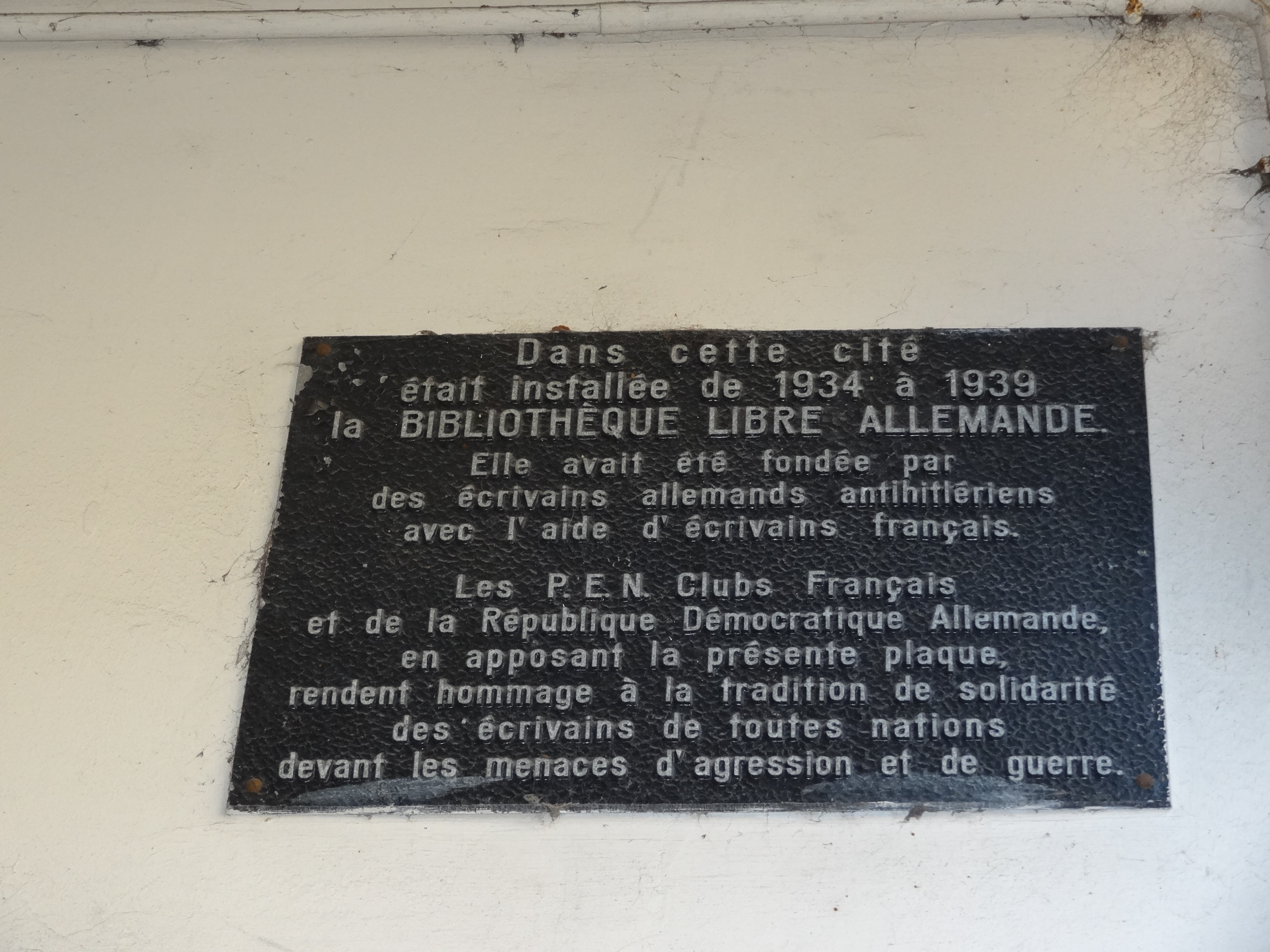
Plaque commémorative de la Bibliothèque libre allemande.

Une plaque commémorative à l'entrée de la cité rappelle que cette dernière a abrité, de 1934 à 1939, la Deutsche Freiheitsbibliothek (Bibliothèque allemande de la liberté), fondée par des écrivains allemands antihitlériens en vue de recueillir des livres proscrits par l'Allemagne nazie, et ce avec l'aide d'écrivains français.